# L'uccello nella cupola
L'uccello nella cupola è il primo romanzo di Mario Pomilio ed è stato pubblicato nel 1954. Lo stesso anno ha vinto il Premio Marzotto per l'Opera prima.
Il libro fu revisionato nel 1969 dall'autore che operò dei tagli, senza però alterarne il contenuto. Un'ulteriore revisione, con poche modifiche venne pubblicata nel 1978.
È stato tradotto in francese e in inglese.

## Trama
La vicenda si svolge a Teramo, nei primi anni '50.
Un giorno di ottobre, un rondone entra nella chiesa di don Giacomo e rimane imprigionato nella cupola. Attirato dai finestroni, l'animale non ha la capacità, ma solo l'illusione di potersi liberare. Lo attende una lunga agonia. Infatti, l'indomani, l'uccello cade al suolo e, pur soccorso dal parroco, morirà in poco tempo.
Quella stessa sera, una giovane donna sconosciuta si rivolge a don Giacomo per aiuto. Profuga dall'Istria insieme al suo convivente, racconta di aver desiderato la morte dell'uomo e di averla favorita, non prestandogli soccorso, allorché si è ammalato di polmonite. Essendo l'uomo in agonia, Don Giacomo riesce a farsi condurre da lui dalla donna, indurita in un'arida disperazione.
Al capezzale del morente, don Giacomo ottiene la confessione di lui e anche la richiesta di congiungerlo in matrimonio alla sua compagna. Egli dispensa i Sacramenti e poi attendono la fine insieme. Ma la donna, di nome Marta, non è veramente disposta al pentimento per le sue azioni e subisce l'operato del sacerdote, che era stato piuttosto aspro con lei, mentre erano ancora in chiesa.
Dopo il funerale, organizzato dal prete, la donna non si fa più vedere e con il tempo, don Giacomo comincia a pensare di non essere stato all'altezza del suo ministero. Questo pensiero sopraggiunge perché don Giacomo frequenta un anziano canonico, don Paolo, che ha la capacità di essere molto mite e tollerante ed ha imparato a non pretendere più di ciò che gli altri possono dare.
Per avere qualche informazione, Don Giacomo si rivolge al sacrestano Antonio, al corrente di tutto ciò che succede nella piccola città. Così il prete apprende che Marta si è data a più uomini per bisogno ed ora ha una relazione con un uomo sposato, Giulio Ferrara. E la moglie del Ferrara, consapevole della condotta del marito, vive la situazione con estremo dolore.
Così don Giacomo si precipita da Marta. trova la donna alquanto ben sistemata nella casa che ha visto morire il suo primo compagno. Tenta un dialogo con lei, le esprime la sua idea di non averla aiutata a suo tempo come avrebbe dovuto, ma la donna risponde con un tentativo di seduzione, dal quale don Giacomo fugge atterrito.
È facile per lui convincersi che aveva intenzioni pure verso la donna; in realtà, sia pure in piccola parte, ha assaggiato il sapore della carne e ne ha provato piacere, misto al terrore e al disgusto. Manca di sincerità anche col suo confessore e scivola verso uno stato d'animo sempre più torbido. Finché un giorno il sacrestano gli dice che il Ferrara ha interrotto con Marta e lei è disperata.
Marta arriva una sera, simile a quella di un anno prima, quando era venuta la prima volta. Si rivolge di nuovo a don Giacomo e chiede se può essere confessata e assolta, immediatamente. Ciò accade, non prima che don Giacomo sia stato ancora troppo duro, per una reazione verso lo stato in cui si trova e che lui per primo riconosce come sbagliato e perdente. Ma, come un demonio, non può evitare di umiliare la donna e di renderle amara l'assoluzione, prospettandole un futuro di espiazione quasi feroce.
Uscito poi per una festa di nozze, rimedia un po' di pace nell'ebbrezza del convito. E come una folgore gli giunge una chiamata dall'ospedale, dove qualcuno sta morendo. La donna è Marta che si è sparata e non riesce a salvarsi.
Ancora una volta don Giacomo si trova di fronte a un corpo senza vita, trattato come una cosa ingombrante, ma ora sa che non può assolversi, che l'espiazione ad altri non tocca, se non a lui. L'indomani accompagnerà il funerale della donna nel campo dedicato ai bimbi morti privi di battesimo, giacché la suicida non può avere una sepoltura cristiana.
E da questo luogo di pace, il cimitero dei bambini come lo chiamano in città, Don Giacomo inizia la sua lenta risalita. Non più prigioniero della propria sincera vocazione, sarà più umano e saprà cogliere, giorno dopo giorno, le piccole cose che Don Paolo gli aveva più volte indicate come viatico di una lunga e imperfetta esistenza.

## Edizioni
- M. Pomilio, L'uccello nella cupola, ed. Bompiani, 1954;
- M. Pomilio, L'uccello nella cupola, ed. Rizzoli, 1966 (Contiene: Il cimitero cinese; L'uccello nella cupola; Il testimone; Il nuovo corso);
- M. Pomilio, L'uccello nella cupola, (riveduto, con introduzione dell'autore) Ed. Rusconi, 1978;
- M. Pomilio, L'uccello nella cupola, (con introduzione di Fulvio Scaglione, ed. Mondadori, 1989;